# Máximo Tomás Huete
Máximo Tomás Huete Langa (n. 1913) fue un político español, de ideología comunista.

## Biografía
Nació en Madrid en 1913. Miembro de las Juventudes Comunistas desde 1933, se afiliaría al Partido Comunista de España (PCE) en 1937. Tras el estallido de la Guerra civil pasó a formar parte del comisariado político del Ejército Popular de la República. En calidad de tal, estuvo adscrito al Estado Mayor del Ejército del Centro. Avanzada la contienda también ejercería como comisario político de la 42.ª Brigada Mixta y de la 49.ª División. Con la derrota republicana hubo abandonar España y marchar al exilio, instalándose en la Unión Soviética. Allí cursó estudios en la escuela política de Planérnaya, entre 1939 y 1942. Durante la Segunda Guerra Mundial fue voluntario en el Ejército Rojo. Posteriormente trabajaría en el Consejo Central de los sindicatos soviéticos. Regresaría a España en 1974.